# Toquegua
Toquegua (Tequeguas). –Indijansko pleme u području delte rijeke Motagua i Honduraškog zaljev (Golfo de Honduras) u Hondurasu i Gvatemali. Jezično su pripadali grupi Chol, porodica Mayan. 